# تیگران سیرانیان
تیگران سیرانی سیرانیان (ارمنی: Տիգրան Սեյրանի Սեյրանյան؛  زادهٔ ۶ مهٔ ۱۹۶۷) یک دیپلمات، و سیاستمدار اهل ارمنستان است که از تاریخ ۲۰۱۸ تا تاریخ ۲۰۲۱ سمت سفیر ارمنستان در اوکراین را برعهده داشت.

## زندگی‌نامه
در ۶ مهٔ ۱۹۶۷ در نووسیبیرسک به دنیا آمد و از دانشکده فلسفه و علوم اجتماعی دانشگاه دولتی ایروان فارغ‌التحصیل شد. وی به زبان‌های انگلیسی، روسی، فارسی و ارمنی تساط دارد. وی برنده جوایزی همچنین مدال طلای یادبود فریتیوف نانسن (۲۰۰۸), مدال وازگن سارگسیان (۲۰۱۰) و  مدال افتخاری مجلس ملی جمهوری ارمنستان (۲۰۱۴) شده است.